# أنطونيو إف. كورونيل
أنطونيو إف. كورونيل هو سياسي أمريكي، ولد في 21 أكتوبر 1817 في مدينة مكسيكو في المكسيك، وتوفي في 17 أبريل 1894. نشط حزبياً في الحزب الديمقراطي. وقد انتخب أمين صندوق الدولة ‏.